# Karl Zetsche
Karl Gotthe(i)lf Zetsche (* 23. August 1821 in Gera; † 22. Februar 1891 ebenda) war ein deutscher Fabrikant und Politiker.

## Leben
Zetsche war der Sohn des Ratskopisten Gotthelf Ephraim Zetsche in Gera und dessen Ehefrau Charlotte Auguste geborene Fürbringer. Er war evangelisch-lutherischer Konfession und heiratete am 15. Februar  1852 in Gera Marie Adelheid Ferber (* 25. Juni 1833 in Gera; † 22. Februar 1891 ebenda), die Tochter des Fabrikanten und Mineralogen Dr. Moritz Rudolph Ferber (nach dem das Ferberit benannt ist) in Gera.
Zetsche machte eine kaufmännische Lehre und war dann Kaufmann und Fabrikant in Gera. 1850 gründete er dort die Wollmanufaktur „Zetsche & Wittmer“. 1859 löste er das Gemeinschaftsunternehmen auf und firmierte neu. 1877 wird er als Bankdirektor in Gera genannt.
Von 1866 bis 1871 gehörte er dem Gemeinderat von Gera an. Vom 31. Oktober 1871 bis zum 1. Oktober 1880 war er Mitglied im Landtag Reuß jüngerer Linie.